# Padman
Padman è un film del 2018 diretto da R. Balki.

## Trama
Film biografico sull'attivista Arunachalam Muruganantham, dello stato indiano Tamil Nadu. Arunachalam Muruganantham, crea una macchina assorbente per fornire assorbenti economici alle donne povere dell'India rurale.

## Conosciuto anche come
- India (titolo inglese alternativo): Pad Man